# Porthos
Pour les articles homonymes, voir Porthos (homonymie).
Porthos est un personnage fictif créé par Alexandre Dumas dans le roman Les Trois Mousquetaires (1844).
Il est inspiré d'Isaac de Portau, seigneur béarnais né à Pau le 2 février 1617 et mort à une date inconnue.

## Inspiration
Isaac de Portau est issu d'une famille protestante du Béarn, originaire d'Audaux (Pyrénées-Atlantiques). Son père a été secrétaire du roi et des États de Navarre, et a pu acheter des seigneuries. Il était seigneur de Camptort et de Castetbon en Béarn.
Comme Athos, Porthos se dirige vers l’armée, et commence par entrer en 1640 en qualité de cadet dans les Gardes françaises, compagnie des Essarts (François de Guillon, seigneur des Essarts, est le beau-frère de Jean-Armand du Peyrer, seigneur de Tréville, qui l'a recommandé). Il se trouve donc dans cette compagnie lorsque d'Artagnan y entre à son tour après 1640, et ils auraient ainsi fait campagne ensemble. On l’y retrouve en 1642 à Perpignan puis à Lyon. En 1643, Porthos passe aux Mousquetaires, deux ans avant la mort d’Athos. On le retrouvera ensuite garde des munitions à la forteresse de Navarrenx (Pyrénées-Atlantiques). La tradition veut qu'il ait fini sa vie chez son neveu, à Lanne-en-Barétous.
D'après Joseph Miqueu, on ne sait rien sur la fin de sa vie et les circonstances de sa mort. Certains indiquent 1670 pour la date de sa mort, ce qui est une erreur car c'est celle de son frère aîné, décès annoncé par le duc de Gramont, gouverneur des États de Béarn. Sur un document du Parlement de Licharre de 1663, le Comte de Troisvilles voulait en faire le syndic de Soule. Mais d'après un biographe d'Alexandre Dumas, Jean de Lamaze, il serait mort à Pau, sa ville natale, en 1670.

## Personnage de roman
Alexandre Dumas crée le personnage de Porthos dans Les Trois Mousquetaires en 1844 et fait de lui un homme pourvu d'une force herculéenne, compagnon fidèle, simple et droit, rude et bon, mais aussi sans grande délicatesse et vaniteux. Dans l'affaire des ferrets de la Reine, il perd un duel, et blessé au bras, dissimule sa défaite et sa blessure à ses compagnons en prétendant s'être foulé la cheville sur le terrain. Il a pour valet Boniface, renommé Mousqueton nom plus guerrier, puis Mouston pour faire plus distingué une fois sa baronnie acquise. En outre, Porthos est vaniteux dans ses amours puisqu'il se vante d'avoir une liaison avec une duchesse qui n'est que la femme d'un procureur avare qui vit rue des Ours et dont il lorgne la fortune du mari. Il finira par l'épouser et achètera une terre avec la fortune de sa femme, dont on apprend la mort dans Vingt Ans après.
Son nom est le sieur (ou monsieur) du Vallon et le chapitre 12 de Vingt Ans après indique sans prénom son nom complet « M. Porthos du Vallon de Bracieux de Pierrefonds » et raconte son histoire. Il quitte le service après le siège de la Rochelle, se marie et devient monsieur de Bracieux et de Pierrefonds, avant de retrouver d'Artagnan et les autres mousquetaires vingt ans après pour une nouvelle aventure, au terme de laquelle il obtient de Mazarin le titre de baron. C'est alors le compagnon de d'Artagnan contre Athos et Aramis qui sont dans le camp des frondeurs et les affrontent à l'épée, après avoir fait évader le duc de Beaufort. À la fin du roman, sans le reconnaitre tout de suite, il tue Bonacieux, l'ancien mari renégat et intrigant de Constance Bonacieux dont d'Artagnan était follement amoureux.
Dans Le Vicomte de Bragelonne, il est le premier des mousquetaires à disparaître, écrasé par un rocher dans la grotte de Locmaria. En 1894, Alexandre Dumas fils rapportera que son père pleurait après avoir écrit la mort de son personnage,.

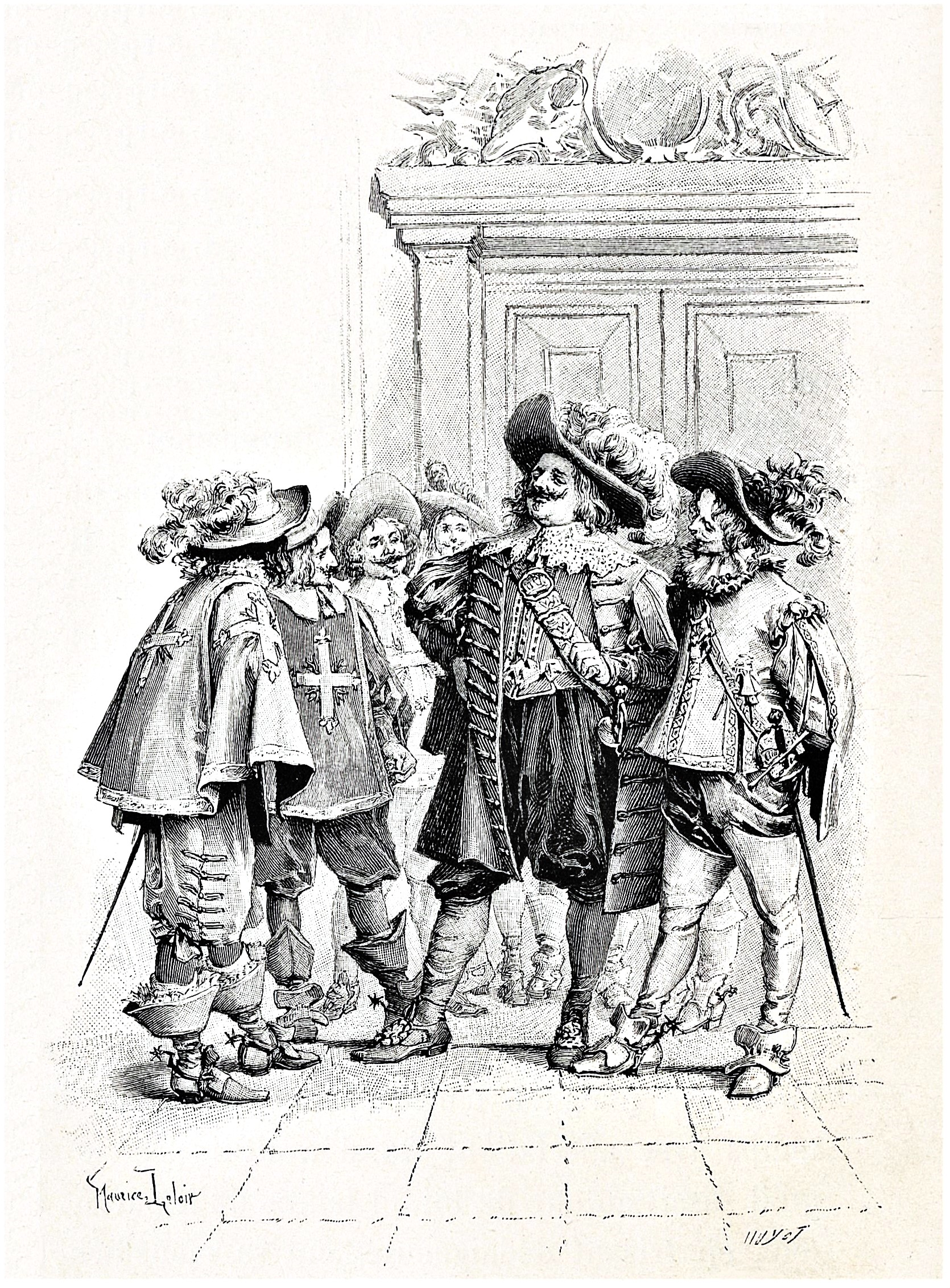
Porthos fait admirer son baudrier en broderies d'or. Gravure de Jules Huyot d'après un dessin de Maurice Leloir pour une édition illustrée des Trois Mousquetaires, 1894.
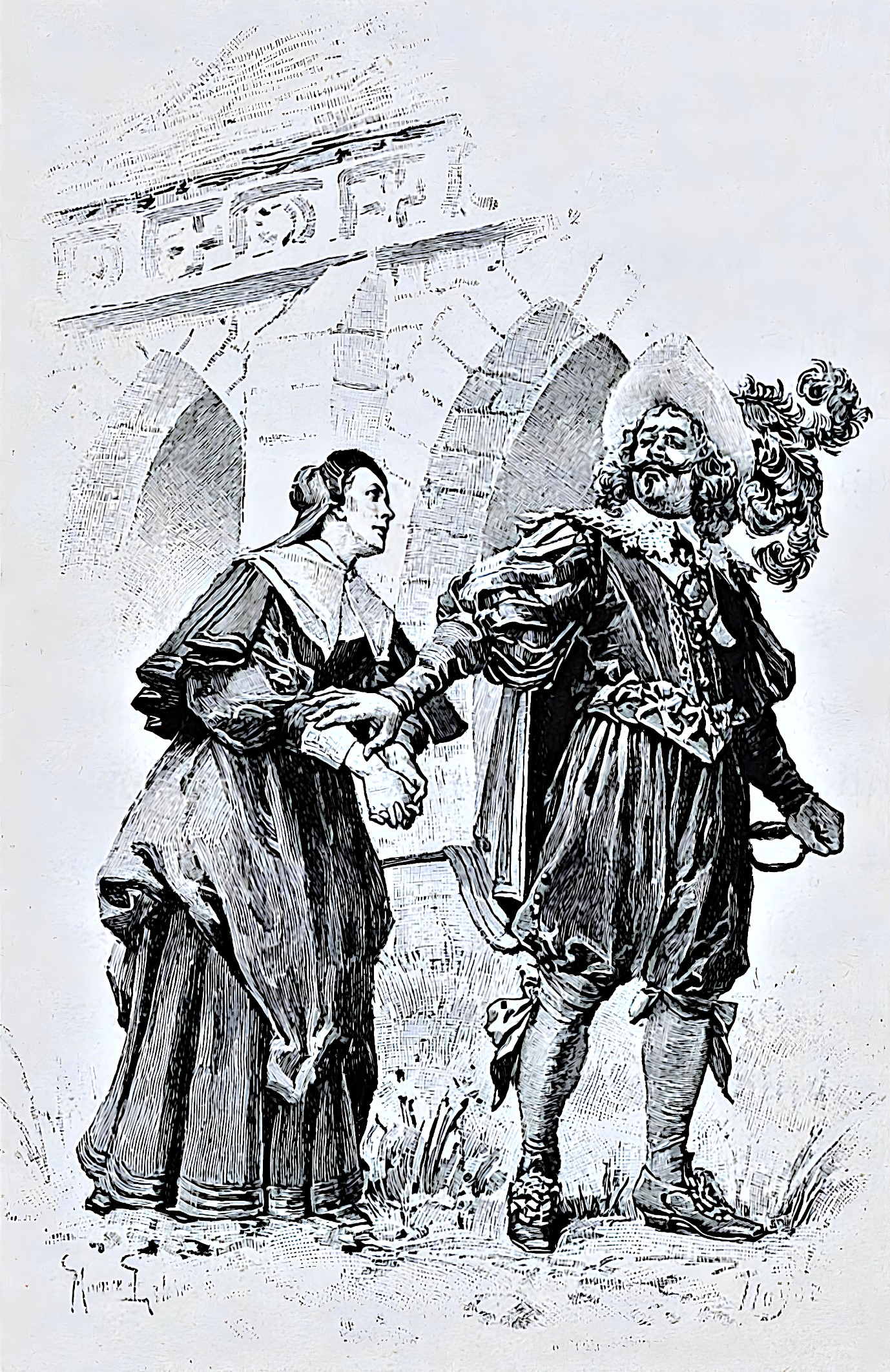
Porthos marivaude avec madame Coquenard, épouse (et future héritière) d'un riche procureur. Gravure de Huyot d'après un dessin de Leloir, 1894.
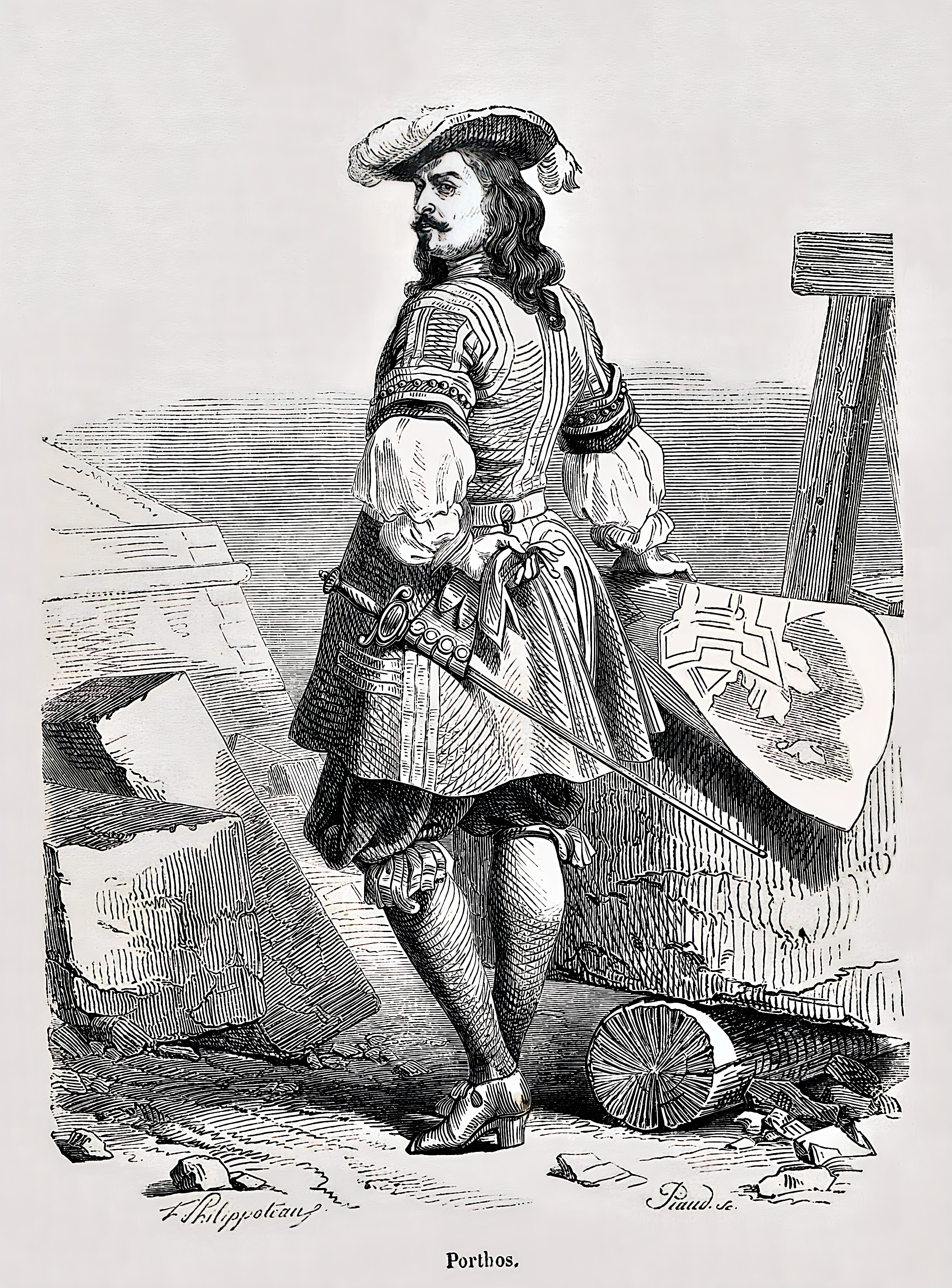
Porthos devant les plans de fortification de la citadelle de Belle-Île-en-Mer. Gravure de Piaud d'après une composition de Philippoteaux pour une édition illustrée du Vicomte de Bragelonne, 1852.
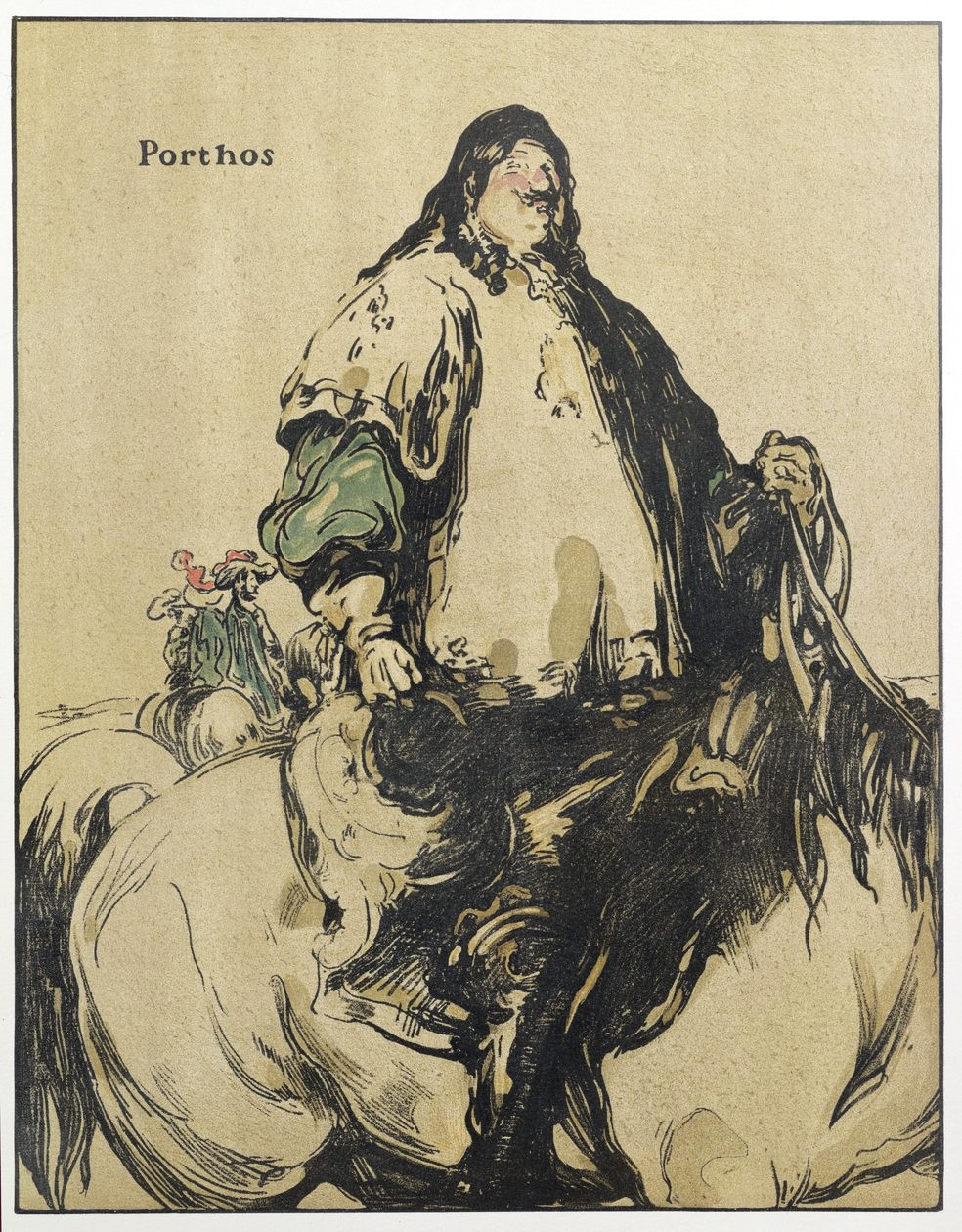
Lithographie du peintre William Nicholson, Characters of Romance, 1900.
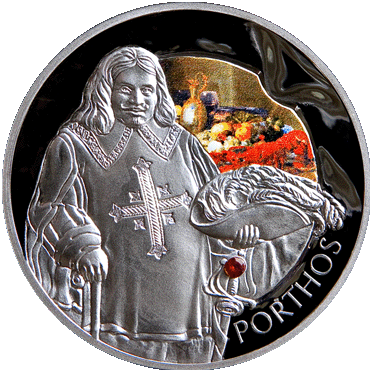
Vue d'artiste de Porthos sur une pièce de monnaie commémorative (Biélorussie, 2009).

## Postérité

### Littérature et théâtre

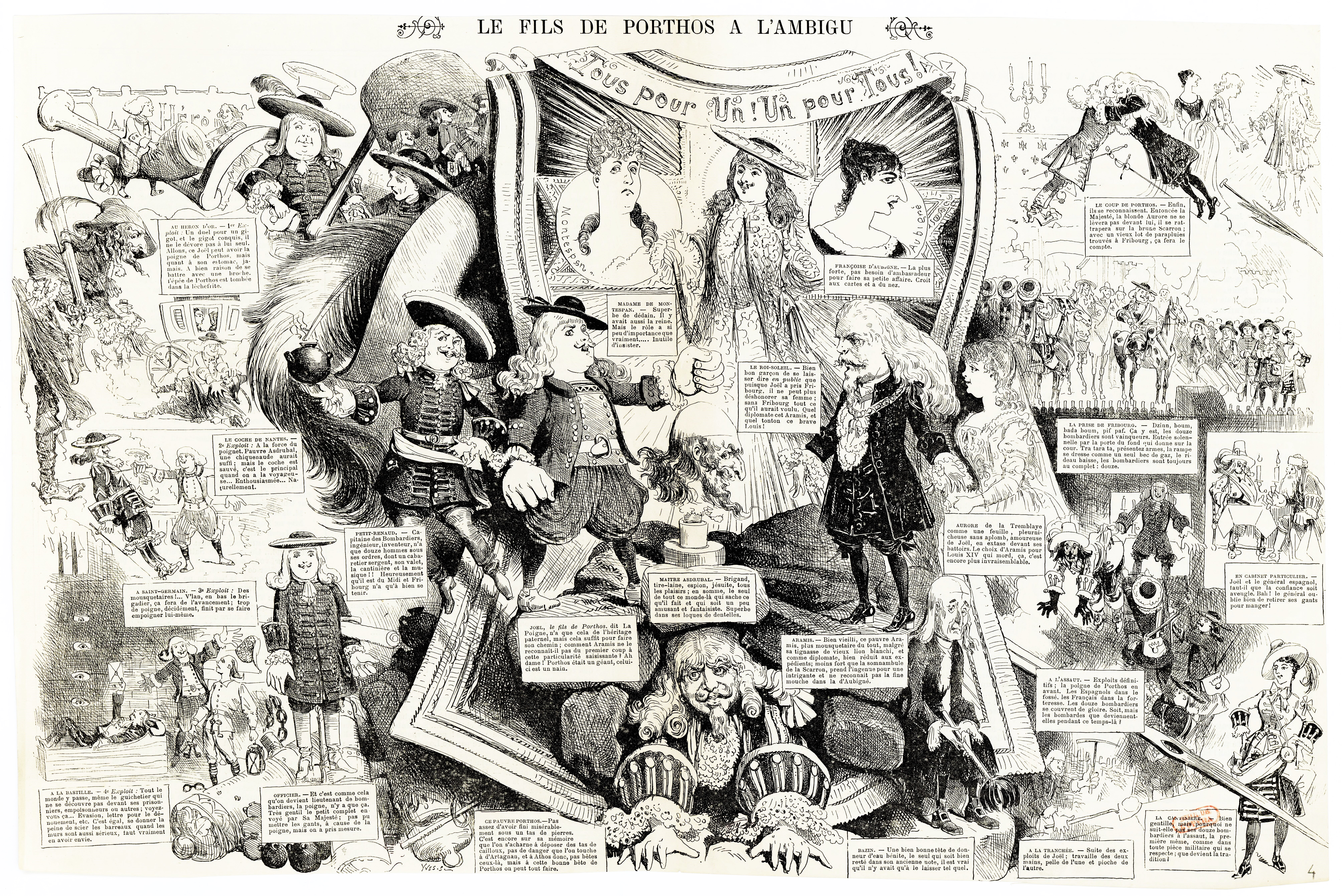
Caricature de la pièce de théâtre Le Fils de Porthos, 1886.

Porthos à la recherche d'un équipement est une comédie-vaudeville de Dumanoir, Auguste Anicet-Bourgeois et Édouard Brisebarre. Représentée au Théâtre du Vaudeville le 23 juin 1845, il s'agit de la première adaptation théâtrale inspirée des Trois Mousquetaires, et plus particulièrement des chapitres XXIX, XXXII et XXXIV. En partance pour la guerre, Porthos tente d'obtenir les fonds nécessaires à l'achat d'un équipement militaire. Le mousquetaire se montre donc fort prévenant auprès de deux femmes mariées, dont la Mme Coquenard du roman (prénommée ici « Ursule »). Pour évincer sa rivale, chaque épouse finit par lui prêter l'argent. Soucieux d'éloigner l'importun géant, les deux maris mettent aussi la main à la poche, tant et si bien que Porthos se trouve en mesure d'offrir également un équipement à ses amis Athos et Aramis.
Par ailleurs, malgré le dénouement tragique de la trilogie dumassienne, l'écrivain Paul Mahalin brode une suite à la saga des mousquetaires sous forme d'un roman intitulé Le Fils de Porthos. Publié en 1883, ce pastiche narre les aventures de Joël, fruit des amours d'une fermière bretonne et du fameux seigneur du Vallon de Bracieux de Pierrefonds lors de son passage à Belle-Île. Le roman de Mahalin est ensuite adapté à la scène par le dramaturge Émile Blavet, qui en tire une pièce du même titre, créée au théâtre de l'Ambigu-Comique le 12 novembre 1886. Porthos y est joué par Paul Chelles (1844-1916), comédien qui compense « par beaucoup de chaleur et de verve » sa taille non assortie au grand gabarit exigé par le rôle, d'après le supplément de la revue L'Art,,.

### Cinéma et télévision

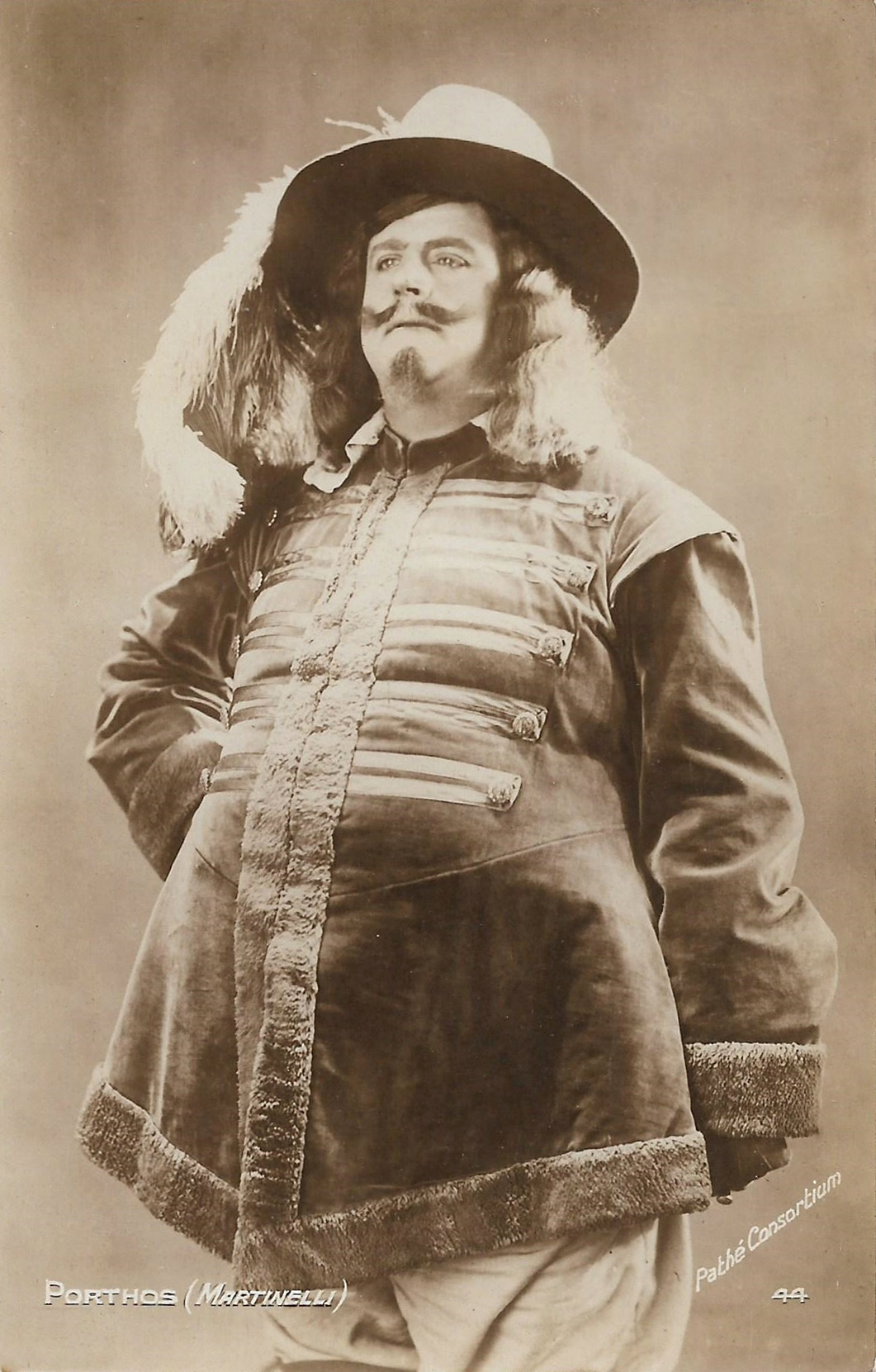
Charles Martinelli interprétant Porthos dans Les Trois Mousquetaires, film d'Henri Diamant-Berger, sorti en 1921.

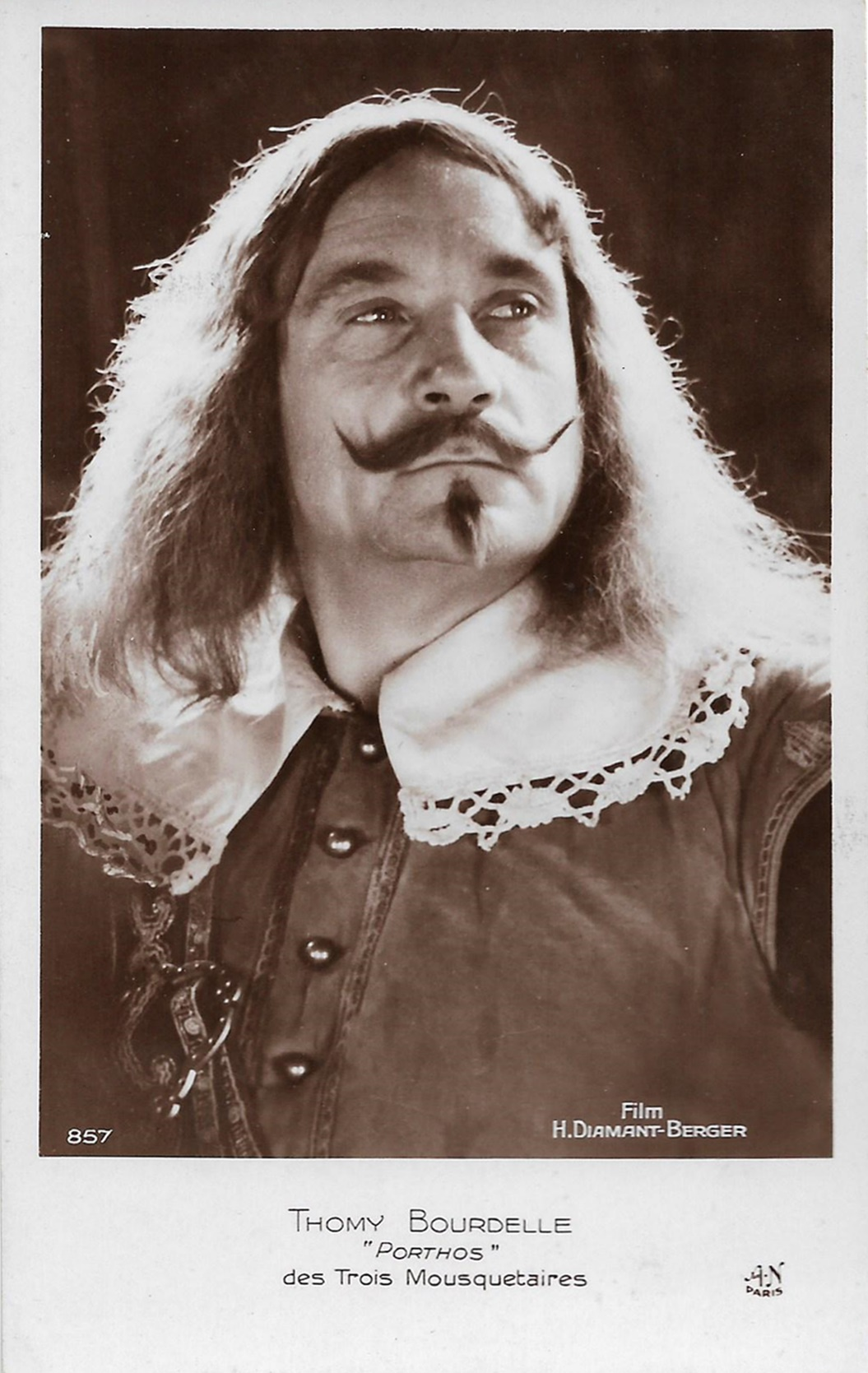
Thomy Bourdelle interprétant Porthos dans Les Trois Mousquetaires, film d'Henri Diamant-Berger, sorti en 1932.

Le rôle de Porthos est interprété par :
- George Siegmann dans Les Trois Mousquetaires (1921)
- Charles Martinelli dans Les Trois Mousquetaires (1921)
- Thomy Bourdelle dans Les Trois Mousquetaires (1932)
- Moroni Olsen dans Les Trois Mousquetaires (1935)
- Gig Young dans Les Trois Mousquetaires (1948)
- Gino Cervi dans Les Trois Mousquetaires (1953)
- Sebastian Cabot dans I tre moschettieri (série TV 1956)
- Daniel Sorano dans Les Trois Mousquetaires (1959)
- Bernard Woringer dans Les Trois Mousquetaires (1961)
- Rolf Arndt dans D'Artagnan (mini-série de Claude Barma 1969)
- Frank Finlay dans Les Trois Mousquetaires (1973), On l'appelait Milady (1974) et Le Retour des Mousquetaires (1989)
- Jacques Le Carpentier dans D'Artagnan amoureux (mini-série de Yannick Andréi 1977)
- Valentin Smirnitski dans D'Artagnan et les Trois Mousquetaires de Gueorgui Jungwald-Khilkevitch (1978)
- Oliver Platt dans Les Trois Mousquetaires (1993)
- Raoul Billerey dans La Fille de d'Artagnan (1994)
- Gérard Depardieu dans L'Homme au masque de fer (1998)
- John Rhys-Davies dans La Femme mousquetaire (2004)
- Ray Stevenson dans Les Trois Mousquetaires (2011)
- Howard Charles dans Les Mousquetaires (The Musketeers) adapté pour la BBC par Adrian Hodges (en) (2014-2015)
- Pio Marmaï dans le diptyque Les Trois Mousquetaires : D'Artagnan et Les Trois Mousquetaires : Milady de Martin Bourboulon (2023)

### Hommages
- Le nom de Porthos a été porté par un paquebot de la Compagnie des messageries maritimes[10].
- L'astéroïde (229737) Porthos, découvert en 2007, est nommé en son honneur[11].